# Savkloridok

A savkloridok általános szerkezete

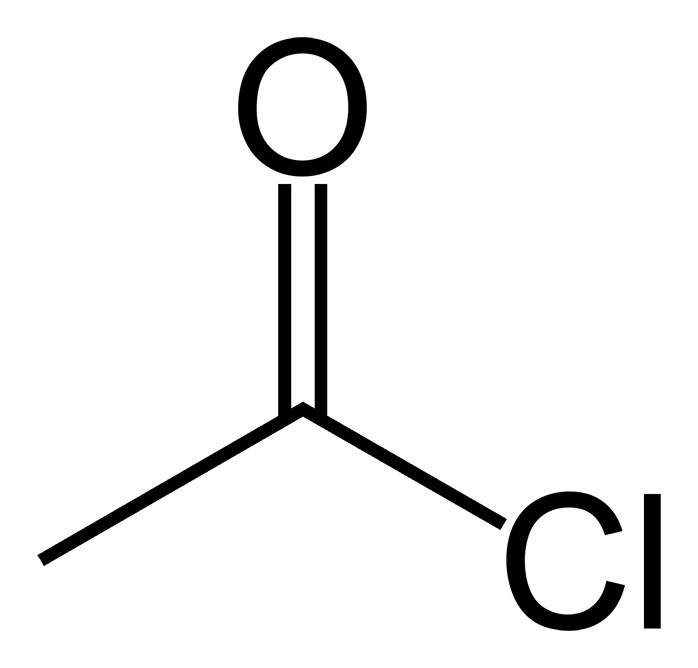
sav-kloridra példa:
acetil-klorid vagy etanoil-klorid

A savkloridok (acil-kloridok) –CO–Cl funkciós csoportot tartalmazó szerves vegyületek. Képletüket általában RCOCl formában adják meg, ahol R az oldallánc jele. A savkloridokat a karbonsavak reaktív származékainak tekintjük. Savkloridra példa az acetil-klorid (CH3COCl). A savhalogenideken – például acetil-bromid – belül a savkloridok a legjelentősebb alcsoport.

## Elnevezésük
Abban az esetben, ha a savklorid funkció a magasabb prioritású, akkor a nevet a megfelelő karbonsav nevéből képezzük, a savmaradék nevének és a -klorid utótagnak az összetételéből. Így például:
acetil-klorid CH3COCl
benzoil-klorid C6H5COCl
Amennyiben a vegyületben magasabb rendű funkciós csoport található, akkor a klórkarbonil- előtag használandó:
((klórkarbonil)ecetsav) ClOCCH2COOH

## Tulajdonságaik
Mivel hidrogénkötés kialakítására nem képesek, a savkloridok olvadás- és forráspontja a hasonló karbonsavakénál alacsonyabb. Az ecetsav például 118 °C-on forr, míg az acetil-klorid forráspontja 51 °C. A legtöbb karbonilvegyülethez hasonlóan infravörös spektrumukban 1750 cm−1 környékén intenzív sáv található.

## Előállításuk

### Ipari eljárások
Az acetil-klorid ipari előállítása az ecetsav-anhidrid hidrogén-kloriddal végzett reakciójával történik. A benzoil-kloridot a benzotriklorid részleges hidrolízisével nyerik:
C6H5CCl3  +  H2O   →   C6H5C(O)Cl  +  2HCl

### Laboratóriumi módszerek
Laboratóriumban savkloridokat általában az alkil-kloridokhoz hasonlóan állítanak elő: a megfelelő hidroxicsoportot klórral helyettesítik. Ennek érdekében a karbonsavakat tionil-kloriddal, foszfor-trikloriddal vagy foszfor-pentakloriddal reagáltatják:
RCOOH + SOCl2 → RCOCl + SO2 + HCl
3 RCOOH + PCl3 → 3 RCOCl + H3PO3
RCOOH + PCl5 → RCOCl + POCl3 + HCl
A tionil-kloriddal történő reakció dimetilformamiddal katalizálható. Ebben a reakcióban a melléktermékként keletkező kén-dioxid és hidrogén-klorid (HCl) gáz halmazállapotúak, így távozásuk segíti a reakció végbemenetelét. A tionil-klorid (forráspontja 74,6 °C) feleslegét is könnyen el lehet távolítani. A tionil-kloriddal és foszfor-pentakloriddal végzett reakció mechanizmusa hasonló, példaként a tionil-kloridos reakciót ismertetjük:
Egy másik módszer oxalil-kloridot használ:
RCOOH + ClCOCOCl  →   RCOCl + CO + CO2 + HCl
A reakciót dimetilformamid (DMF) katalizálja, mely az első lépésben az oxalil-kloriddal reagálva egy iminium köztitermékké alakul:
Az iminium köztitermék a karbonsavval reagálva attól elvon egy oxigénatomot, így a DMF katalizátor újraképződik.
Végül ismeretesek olyan eljárások is, melyek során nem keletkezik HCl, ilyen például az Appel-reakció:
RCOOH + Ph3P + CCl4 → RCOCl + Ph3PO + HCCl3
és a cianur-klorid (C3N3Cl3) használata:

## Reakcióik

### Nukleofil reakciók
A savkloridok nagyon reakcióképes vegyületek. RCOOH sav megfelelőjükkel összehasonlítva őket láthatjuk, hogy míg normál körülmények között a hidroxid nem jó távozó csoport, a kloridion az, tehát már gyenge nukleofilek is megtámadják a karbonil szénatomot. Egyik általános  – és gyakran kellemetlen – reakciójuk a vízzel történő karbonsavképzés:
RCOCl  +  H2O  →  RCO2H  +  HCl
A savkloridok felhasználhatók karbonsavszármazékok, többek között savanhidridek, észterek és amidok előállítására, ha karbonsav sójával, alkohollal illetve aminnal reagáltatják azokat. Bázis, például vizes nátrium-hidroxid vagy piridin vagy (amidok előállításakor) aminfelesleg használata kívánatos a melléktermékként keletkező hidrogén-klorid eltávolításához és a reakció katalizálásához. Habár észterek vagy amidok többnyire karbonsav és alkohol vagy amin reakciójával is előállíthatók, ezek azonban megfordítható folyamatok, és sokszor a kitermelésük is alacsony. Ezzel szemben a sav-kloriddal végzett reakció (karbonsavból savklorid előállítása, majd ezek kapcsolása alkohollal vagy aminnal) gyors és irreverzibilis folyamat. Emiatt a kétlépéses reakciót gyakran előnyben részesítik az egylépéses, karbonsavat használó eljárással szemben.
A savkloridok szén nukleofilekkel, például Grignard-reagenssel első lépésben általában ketont képeznek, második ekvivalens hatására tercier alkohol keletkezik. Fontos kivétel a savkloridok és bizonyos kadmiumorganikus vegyületek közötti reakció, melynél csak a keton keletkezik. A Gilman-reagenssel (lítium-rézdiorganikus vegyületek) történő nukleofil reakció – a kisebb reakciókészség miatt – is ketont eredményez. Általában az alkil származékokhoz képest az aromás karbonsavak savkloridjai kevésbé reakcióképesek, ezért csak valamivel erélyesebb körülmények között reagálnak.
A savkloridok erős hidriddonorok, például lítium-alumínium-hidrid vagy diizobutil-alumínium-hidrid hatására primer alkohollá redukálódnak. A nagyméretű ligandumot tartalmazó lítium-tri-terc-butixialumínium-hidrid a savkloridokat aldehiddé redukálja, csakúgy, mint a hidrogéngázzal mérgezett palládium katalizátor mellett végzett Rosenmund-redukció.

### Elektrofil reakciók
Lewis-sav katalizátor, például vas(III)-klorid vagy alumínium-klorid jelenlétében a savkloridok Friedel–Crafts acilezési reakcióval aromás ketonná alakulnak:
Az első lépésben a savklorid a Lewis-sav hatására disszociál:
Ezután az arén nukleofil megtámadja az acilcsoportot:
Végül a kloridion a kilépő protonnal HCl-t alkot, és visszaalakul az AlCl3 katalizátor:
Az erélyes reakciókörülmények és a köztitermékek reakciókészsége folytán ez az egyébként meglehetősen hasznos eljárás hajlamos mellékreakciókra, valamint az egészségre és a környezetre is káros.

### Biztonsági tudnivalók
Mivel a savkloridok nagyon reakcióképes vegyületek, kezelésük során nagy gondossággal kell eljárni. Könnyfakasztó hatásúak, mivel a szem felületén található vízzel is reagálhatnak sósav és szerves sav képződése közben, melyek irritálják a szemet. Hasonló problémák léphetnek fel, ha savklorid gőzöket lélegzünk be.

## Fordítás
Ez a szócikk részben vagy egészben  az   Acyl chloride című angol Wikipédia-szócikk ezen változatának fordításán alapul.  Az eredeti cikk szerkesztőit annak laptörténete sorolja fel. Ez a jelzés csupán a megfogalmazás eredetét és a szerzői jogokat jelzi, nem szolgál a cikkben szereplő információk forrásmegjelöléseként.